# Gianfranco Rossi (Architekt)
Gianfranco Rossi (* 8. Juni 1927 in Lugano; † 24. Januar 2013 ebenda) war ein Schweizer Architekt.

## Leben
Bereits in seiner Kindheit half Gianfranco Rossi in der Werkstatt seines Grossvaters Domenico und seines Vaters Dante mit und hatte daher schon früh Einblicke in die Grundlagen des Handwerks. Er absolvierte ein Grundstudium und besuchte anschliessend das Lyzeum in Lugano. Er wurde am Polytechnikum Mailand in Architektur promoviert und war dort Mitarbeiter auf der Baustelle des Centro Svizzero, das vom Zürcher Architekten Armin Meili entworfen wurde. Er war Inhaber eines Architektur- und Skulpturenateliers in Lugano sowie Professor für Architekturgeschichte an der Scuola Superiore di Architettura in Lugano und hatte Gast-Professuren an den Polytechnischen Hochschulen ETH Lausanne und Politecnico di Torino inne. 
Rossi leitete die Kommission für das kantonale Kulturerbe des Kantons Tessin, deren Aufgaben hauptsächlich in der Umstrukturierung und Wiederherstellung bestehen sowie auch im Engagement für den neuen Sektor. Er ist Präsident des Movimento 22 (Maler und Bildhauer) und seit 1973 Mitglied des Gruppo Immanentista von Ascoli Piceno. 

## Hauptwerke

### Restaurierungen
- Museo d’arte moderna Villa Malpensata in Lugano
- Museo civico Villa Ciani in Lugano
- Gemeindehaus in Lugano
- Gemeindehaus in Morcote
- Torre del Capitano in Morcote
- Wohnhaus Pessina in Ligornetto
- La Reparata, Villa, in Pregassona
- Berufsschule von Lugano-Trevano
- Kindergarten in Magliaso

### Skulpturen und Denkmäler
- Monolithischer Granitbrunnen am Seeufer von Lugano (1978)
- Denkmal für den Gotthard-Autobahntunnel
- Monolithischer Granitbrunnen in Cassarate (1985)
- Plastikskulptur mit Springbrunnen in Piazza Cioccaro in Lugano